# 유한책임조합
유한책임조합(有限責任組合, Limited liability partnership, LLP)은 조합의 한 형태이다.
일부 또는 모든 파트너(관할권에 따라 다름)가 책임을 제한하는 파트너십이다. 따라서 파트너십 및 기업의 요소를 나타낼 수 있다. LLP에서 각 파트너는 다른 파트너의 위법 행위 또는 과실에 대해 책임을 지지 않는다. 이것은 LLP를 1890년 영국 파트너십법(UK Partnership Act 1890)에 따라 각 파트너가 공동 책임을 지는 전통적인 파트너십과 구별한다. LLP에서 일부 또는 모든 파트너는 기업 주주와 유사한 형태의 유한 책임을 진다. 기업 주주와 달리 파트너는 비즈니스를 직접 관리할 수 있는 권한이 있다. 대조적으로, 기업 주주는 다양한 주 헌장의 법률에 따라 이사회를 선출해야 한다. 이사회는 (또한 다양한 주 헌장의 법률에 따라) 스스로를 조직하고 "법인" 개인으로서 회사의 최선의 이익을 위해 회사를 관리할 법적 책임을 지는 회사 임원을 고용한다. LLP에는 법인과 다른 수준의 납세 의무도 포함되어 있다.